# 天使とデート
『天使とデート』（てんしとデート、Date with an Angel）は、1987年のアメリカ映画。

## あらすじ
主人公のジムは自身の知らないうちに脳腫瘍が出来ていたことから、天使がお迎えに現れた。しかし、婚約者のいる身であるジムが天使に惚れてしまい、大変なことになる。
その天使は金色の巻き毛で言葉は話せない。
しかしこの世の物とは思えない美しさで周りの人間たちを魅了していく。
ジムが与えたフレンチフライを大層気に入り、それを使ってジムの悪友共に攫われそうになる。
エンディング曲は『Come Alive』で『蘇る』という意味である。

## キャスト
| 役名                               | 俳優                     | 日本語吹替                                                                                                  |
| ---------------------------------- | ------------------------ | --- |
| ジム・サンダース                   | マイケル・E・ナイト      | 山寺宏一 |
| パトリシア・“パティ”・ウィンストン | フィービー・ケイツ       | 深見梨加 |
| エンジェル                         | エマニュエル・ベアール   | 井上喜久子                                                                                                  |
| エド・ウィンストン                 | デイヴィッド・デュークス | 有川博 |
| ジョージ                           | フィル・ブロック         | 安西正弘 |
| ドン                               | アルバート・マックリン   | 島田敏 |
| レックス                           | ピーター・ノワンコ       | 牛山茂 |
| その他                             | N/A                      | 嶋俊介 弥永和子 吉水慶 北村弘一 檀臣幸 緒方賢一 島香裕 田原アルノ 滝沢久美子 さとうあい 磯辺万沙子 種田文子 |
|                                    |                          | |
| 演出                               |                          | 河村常平 |
| 翻訳                               |                          | 九鮎子 |
| 調整                               |                          | 金谷和美 |
| 効果                               |                          | リレーション                                                                                                |
| 制作                               |                          | 東北新社 |

- テレビ初回放送日：1993年6月9日 TBS『水曜ロードショー』（ブルーレイディスクにのみ収録）